# What I’ve Done
What I’ve Done – pierwszy singel zespołu Linkin Park promujący album Minutes to Midnight. Został wydany 2 kwietnia 2007 w Internecie (wersja do pobrania) oraz 30 kwietnia 2007 jako singel w Stanach Zjednoczonych.

## Lista utworów
CD 1 Track Listing
1. What I’ve Done (Radio Edit) – 3:29
2. Faint (Live) – 2:45

CD 2 Track Listing
1. What I’ve Done (Radio Edit) – 3:29
2. Faint (Live) – 2:45
3. From the Inside (Live) – 3:28

DVD Version Track Listing
1. What I’ve Done (Video) – 3:29
2. Faint (Live) (Video) – 2:45

- wszystkie wersje „live” (z wyjątkiem „What I’ve Done”) wydane na singlu zostały nagrane 13 sierpnia 2006 podczas Summer Sonic Festival w Tokio.

Piosenka znalazła się w soundtracku Transformers.

## Teledysk
Klip do „What I’ve Done” został zrealizowany na pustyni w Arizonie, gdzie Linkin Park wykonuje minikoncert. Obraz rozpoczyna się od migawki przedstawiającej wrastanie trawy w glebę, następnie pojawiają się sceny na pustyni na przemian z obrazami dotyczącymi historii świata – pokazano m.in. Adolfa Hitlera, kobietę chorą na anoreksję, Fidela Castro, Saddama Husajna, Matkę Teresę, wybuchy nuklearne, narodziny dziecka, ataki z 11 września, Ku Klux Klan czy obóz w Auschwitz-Birkenau. Teledysk kończy cofnięty obraz z początku klipu – trawa tym razem wyrasta z ziemi.